# Futsal-Afrikameisterschaft 2004
Die Endrunde der zweiten Futsal-Afrikameisterschaft 2004 wurde vom 9. Juli bis 3. September 2004 dezentral ausgetragen. Der Turniersieger und Afrikameister wurde wie schon bei den ersten beiden Auflagen die ägyptische Futsalnationalmannschaft, die sich für die in der Republik China (Taiwan) stattfindende Futsal-Weltmeisterschaft 2004 qualifizierte.

## Spiele

### Vorrunde
Die Vorrundenspiele fanden am 9. bzw. 13. Juli 2004 statt.
|           | Gesamt |               | Hinspiel | Rückspiel |
| --------- | ------ | ------------- | -------- | --------- |
| Ägypten   | 19:3   | Südafrika     | 11:1     | 8:2       |
| Sudan     | o. Sp. | Marokko       | o. Sp.   | o. Sp.    |
| Kap Verde | o. Sp. | Guinea-Bissau | o. Sp.   | o. Sp.    |
| Kamerun   | o. Sp. | Mosambik      | o. Sp.   | o. Sp.    |

### Halbfinale
Die Halbfinalspiele fanden am 31. Juli und 15. August 2004 statt.
|               | Gesamt |          | Hinspiel | Rückspiel |
| ------------- | ------ | -------- | -------- | --------- |
| Ägypten       | 11:3   | Marokko  | 7:0      | 4:3       |
| Guinea Bissau | o. Sp. | Mosambik | o. Sp.   | o. Sp.    |

### Finale
Die Finalspiele fanden am 27. August und 3. September 2004 statt.
|         | Gesamt |          | Hinspiel | Rückspiel |
| ------- | ------ | -------- | -------- | --------- |
| Ägypten | 13:7   | Mosambik | 10:2     | 3:5       |